# John Deere 4010
Le John Deere 4010 est un tracteur agricole produit par la firme John Deere dans son usine américaine de Waterloo dans l'Iowa entre 1960 et 1963.
La « série 10 », dont ce tracteur fait partie, inaugure pour le constructeur l'utilisation de moteurs verticaux multicylindres. Le 4010, premier tracteur de la firme équipé d'un moteur à six cylindres, est construit à 59 316 exemplaires.

## Historique
Depuis 1923 et la commercialisation du modèle D, John Deere fabrique des tracteurs agricoles et industriels équipés de moteurs bicylindres horizontaux. Cette technologie et d'autres caractéristiques comme un embrayage manuel deviennent dépassées après la Seconde Guerre mondiale. John Deere persiste pourtant.
Ce n'est que le 30 août 1960 que la firme présente ses premiers modèles de technologie moderne et équipés de moteurs multicylindres verticaux, les 1010 à 8010 qui composent la « série 10 » ; ces engins sont remplacés trois ans plus tard par ceux de la « série 20 ». Ces tracteurs possèdent un réservoir de carburant relégué à l'avant du capot alors que leur moteur est reculé vers le poste de conduite afin, selon le constructeur, de moins exposer le carburant à la chaleur et de limiter ainsi son évaporation. Leur ligne et celle de leurs suivants est dessinée par le styliste Henry Dreyfuss qui a déjà travaillé pour John Deere en « restylant » d'anciens modèles.
Le 4010 est construit à 59 316 exemplaires entre 1960 et 1963 dont plus de 48 000 à moteur Diesel.

## Caractéristiques
La puissance mesurée du tracteur s'établit à 53,6 kW (71,93 ch) à la barre de traction, 62,6 kW (84 ch) à la prise de force pour une puissance moteur estimée à 88,9 ch.
Le tracteur peut fonctionner avec trois types de carburant, gazole, essence ou gaz de pétrole liquéfié (GPL). Le moteur, toujours à six cylindres et cycle à quatre temps, possède une cylindrée totale de 4,9 L pour les versions essence et GPL et de 6,2 L pour la version Diesel. Le régime de rotation maximal, quel que soit le type de moteur, est de 2 200 tr/min.

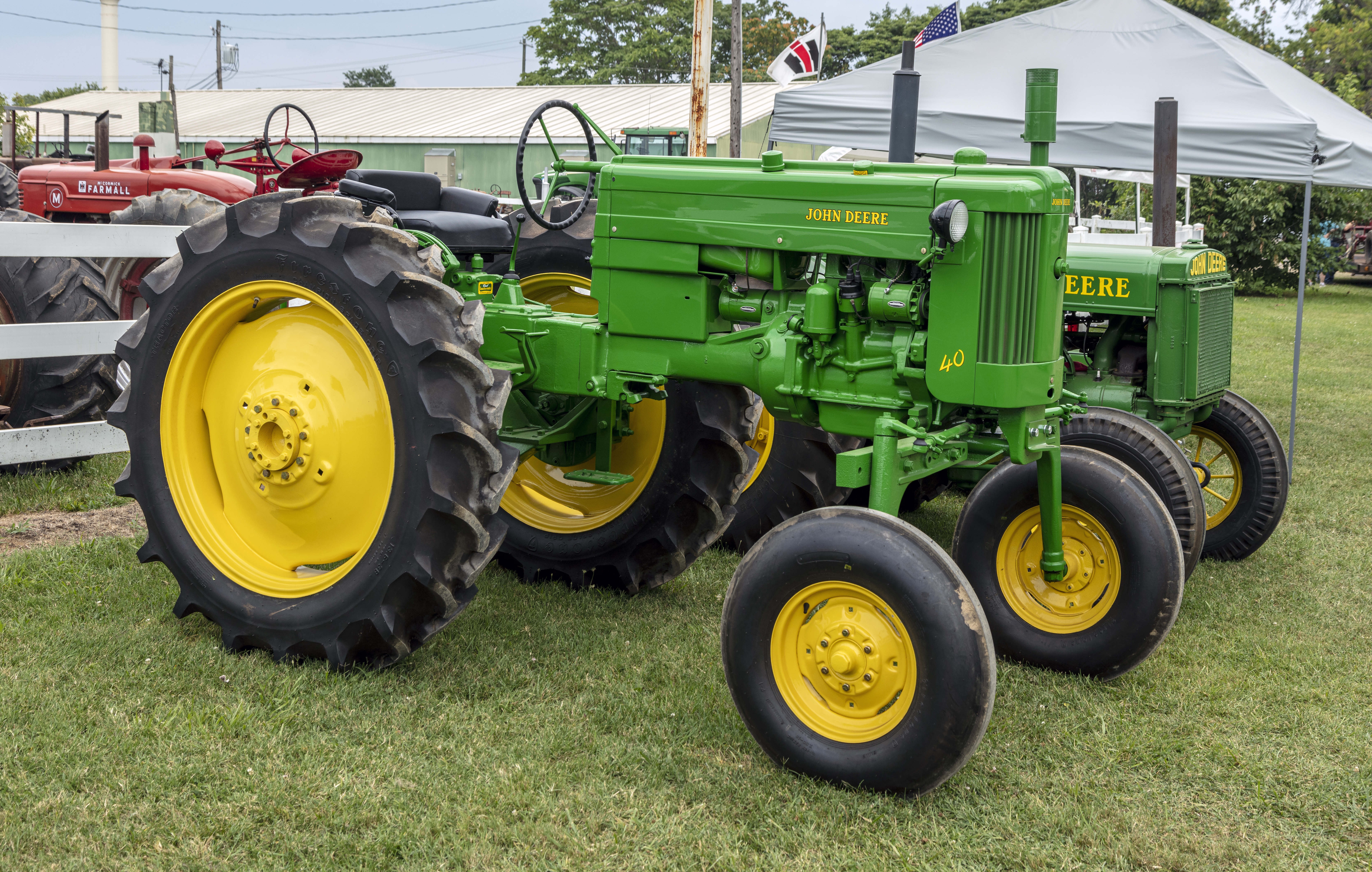
Architecture d'un tracteur John Deere Hi-Crop (autre modèle).

La transmission fait appel à une boîte de vitesses « Synchro Range » à commande manuelle comportant huit rapports avant partiellement synchronisés, conférant à l'engin une vitesse maximale de 22,9 km/h, et trois rapports arrière.
Le tracteur est long de 3,81 m, large de 2,20 m et son empattement varie de 2,23 à 2,45 m selon les versions, pour une masse à vide de 3 220 kg ; il n'est disponible qu'en version à deux roues motrices. L'hydraulique commande les freins à disque et assiste la direction. Dispositif de relevage des outils attelés et prise de force ne sont disponibles qu'en option ; en Amérique du Nord, au contraire de l'Europe, les tracteurs sont surtout utilisés pour tracter des outils traînés pour le travail du sol et ces équipements ne sont alors pas impératifs.
Le 4010 est disponible en version « Standard » avec voies réglables ou non, en version « Hi-Crop », disposant d'une garde au sol importante lui permettant de circuler dans des cultures hautes, en version « Row-Crop », à voie avant étroite à l'aplomb du capot, pour les cultures en ligne et en version « Industrial » pour les chantiers de travaux publics ; ces derniers tracteurs possèdent des ponts avant et arrière renforcés, des pneus plus larges, une calandre proéminente et une carrosserie intégralement peinte en jaune bouton d'or,.
Le confort du conducteur fait l'objet d'une attention particulière, le siège étant dessiné par Janet G. Travell (en), orthopédiste spécialiste des douleurs musculaires et squelettiques,.

## Modélisme
La compagnie Ertl (en) a reproduit à l'échelle 1:16, dans sa version restaurée, le 4010 acheté en 1967 par Elvis Presley pour assurer l'entretien de sa propriété de Graceland.